# Hilara simplex
Hilara simplex är en tvåvingeart som först beskrevs av Christian Rudolph Wilhelm Wiedemann 1817.  Hilara simplex ingår i släktet Hilara och familjen dansflugor.
Artens utbredningsområde är Tyskland. Inga underarter finns listade i Catalogue of Life.